# Cinco Bayou
Cinco Bayou és una població dels Estats Units a l'estat de Florida. Segons el cens del 2000 tenia 377 habitants.

## Demografia
Segons el cens del 2000, Cinco Bayou tenia 377 habitants, 212 habitatges, i 82 famílies. La densitat de població era de 808,7 habitants per km².
Dels 212 habitatges en un 15,1% hi vivien nens de menys de 18 anys, en un 27,8% hi vivien parelles casades, en un 7,1% dones solteres, i en un 61,3% no eren unitats familiars. En el 46,2% dels habitatges hi vivien persones soles el 8,5% de les quals corresponia a persones de 65 anys o més que vivien soles. El nombre mitjà de persones vivint en cada habitatge era d'1,77 i el nombre mitjà de persones que vivien en cada família era de 2,43.
Per edats la població es repartia de la següent manera: un 12,5% tenia menys de 18 anys, un 7,2% entre 18 i 24, un 43% entre 25 i 44, un 25,5% de 45 a 60 i un 11,9% 65 anys o més.
L'edat mediana era de 40 anys. Per cada 100 dones de 18 o més anys hi havia 93 homes.
La renda mediana per habitatge era de 28.036 $ i la renda mediana per família de 28.750 $. Els homes tenien una renda mediana de 33.750 $ mentre que les dones 21.250 $. La renda per capita de la població era de 22.425 $. Entorn del 9,9% de les famílies i el 15,5% de la població estaven per davall del llindar de pobresa.

## Poblacions més properes
El següent diagrama mostra les poblacions més properes.